# Golfe d'Izmit
Le golfe d'Izmit est un golfe situé à l'extrémité orientale de la mer de Marmara, dans la province de Kocaeli en Turquie. Il est franchi par le pont Osman Gazi, pont suspendu inauguré en 2016.
La faille nord-anatolienne traverse le golfe d'Izmit, qui a causé des tremblements de terre très puissants et meurtriers, le plus récemment le séisme de 1999 à Izmit.

## Source de la traduction
- (en) Cet article est partiellement ou en totalité issu de l’article de Wikipédia en anglais intitulé « Gulf of İzmit » (voir la liste des auteurs).